# Divadlo Bejt Lesin
Divadlo Bejt Lesin (hebrejsky: תיאטרון בית ליסין, Te'atron Bejt Lesin) je divadlo v Izraeli fungující od roku 1980.
Vzniklo v Tel Avivu počátkem 80. let 20. století, původně jako skromný kulturní klub odborové centrály Histadrut. V současnosti jde o druhé největší repertoárové divadlo v Izraeli. Pojmenováno je podle méně známého autora tvořícího v jazyce jidiš Avrahama Lesina, jehož jméno připomíná komplex kulturních institucí Bejt Lesin v centru Tel Avivu, kde mělo divadlo své sídlo. V roce 2003 se soubor přestěhoval do nové budovy se sálem pro 900 diváků (původně zde sídlilo Divadlo Kameri). Kromě toho má dvě menší scény v Tel Avivu. V 1. dekádě 21. století uvedlo divadlo ročně 10 premiér a má 30 000 abonentů. Ředitelem divadla je Cipi Pines. V divadle působili známí divadelní tvůrci jako Goren Agmon, Šmu'el Hasfari, Mirjam Kajni nebo Hilel Mitelpunkt. Hry napsané pro tuto scénu jsou uváděny v divadlech v Evropě. Od roku 2000 divadlo pořádá divadelní festival.
Dramaturgie tohoto divadla klade důraz na původní domácí i zahraniční tvorbu, se silným politickým a společenským vyzněním. Jde o divadlo angažovaného typu.